# Frederick Soddy
Frederick Soddy (n. Eastbourne, Inglaterra, 2 de septiembre de 1877-Brighton, 22 de septiembre de 1956) fue un químico y profesor universitario inglés. Recibió el premio Nobel de Química en 1921 por sus trabajos sobre los isótopos y la radiactividad.

## Biografía
Fue hijo de Benjamín Soddy, un comerciante londinense. Inició su educación primaria en el colegio de Eastbourne, Sussex, Inglaterra y posteriormente estudió en el Colegio Universitario de Gales y en el Merton College de la Universidad de Oxford. Trabajó como investigador en Oxford de 1898 a 1900. 
Entre 1900 y 1902 explicó química en la Universidad McGill de Montreal, Quebec, Canadá, donde trabajó con Ernest Rutherford en radioactividad, llegando a la conclusión de que se trataba de un fenómeno que relacionaba la desintegración atómica con la formación de nuevos tipos de materia. Durante este periodo también comenzó sus investigaciones sobre las emanaciones del radio, también en colaboración con Rutherford. Al dejar Canadá, Soddy comenzó una colaboración con William Ramsay en la University College de Londres, donde continuó sus estudios sobre las emanaciones de radio. Soddy y Ramsay fueron capaces de demostrar, por medios espectroscópicos, que el helio se producía en el decaimiento radiactivo de una muestra de bromuro de radio y que también aparecía en el decaimiento de la emanación.
Desde 1904 a 1914, fue profesor en la Universidad de Glasgow, donde realizó una serie de experimentos químicos relacionados con materiales radiactivos y desarrolló la conocida Ley del Desplazamiento, que postula que la emisión de una partícula omega por parte de un elemento provoca que este elemento retroceda dos puestos en la Tabla Periódica. En 1913 formuló el concepto de isótopo, que afirma que ciertos elementos existen en dos o más formas con diferentes pesos atómicos, pero idénticas químicamente. De 1914 a 1919 fue profesor en la Universidad de Aberdeen, donde realizó investigaciones relacionadas con la I Guerra Mundial. En 1919 se trasladó a la Universidad de Oxford, donde permaneció hasta 1936, desempeñó la cátedra Lee de química y organizó el laboratorio.
Soddy redescubrió en 1936 el Teorema de los círculos de Descartes y lo publicó como un poema, "The Kiss Precise", es citado como uno de los Problemas de Apolonio. Los círculos que se besan en este problema son a veces conocidos como círculos de Soddy.
Frederick Soddy redescubrió en 1936 la solución, por lo cual, este problema es a veces conocido como los círculos besadores de Soddy (círculos osculadores es una traducción más correcta), porque Soddy escogió para publicar su versión del teorema en la forma de un poema titulado The Kiss Precise, publicado en la revista Nature (20 de junio de 1936). Soddy también extendió el teorema de las esferas; Thorold Gosset prorrogó el teorema a dimensiones arbitrarias.
Tras el fallecimiento de su esposa, Winifred Beilby en 1937, no volvió a retomar sus trabajos sobre la radiactividad y su interés se dividió entre los asuntos económicos y sociales, diversas teorías políticas, y a la resolución de problemas en los campos de las matemáticas y la mecánica cuántica.

## Investigaciones científicas
Rutherford y él se dieron cuenta de que el comportamiento anómalo de elementos radioactivos era debido al hecho de que se transformaban en otros elementos y que producían radiaciones alfa, beta y gamma. En 1903, con Sir William Ramsay, Soddy verifícó que la desintegración del radio producía helio.
Desde 1904 a 1914, fue profesor en la Universidad de Glasgow y fue allí donde mostró que el uranio se transformaba en radio. Fue ahí también donde demostró que los elementos radioactivos pueden tener más de un peso atómico, a pesar de que sus propiedades químicas sean idénticas; esto le llevó al concepto de isótopo. Soddy demostró más tarde que también los elementos químicos no radioactivos pueden tener múltiples isótopos. Demostró además que un átomo puede moverse hacia abajo dos lugares en su peso atómico emitiendo rayos alfa y uno hacia arriba emitiendo rayos beta. Esto supuso un paso fundamental en el conocimiento de la relación entre las familias de elementos radioactivos.
Estas investigaciones permitieron el descubrimiento del elemento radiactivo llamado protactinio, que realizaron independientemente Soddy en Inglaterra y Otto Hahn y Lise Meitner en Austria. 
En 1921 fue galardonado con el premio Nobel de Química por sus notables contribuciones al conocimiento de la química radiactiva y las investigaciones sobre la existencia y naturaleza de los isótopos.

## Teoría económica
La preocupación de Soddy por la utilización que el sistema socioeconómico hacía de los descubrimientos científicos le llevó a realizar una crítica radical de la economía, que en su día fue ignorada, pero que con el tiempo ha ido ganando interés, siendo considerado un precursor de la economía ecológica, además de un notable teórico monetario, que algunos creen influyó en el pensamiento de Irving Fisher.
Soddy sustituyó los clásicos factores productivos de Adam Smith, la Tierra, el Trabajo y el Capital, por tres factores nuevos, Descubrimiento, Energía, Diligencia. El papel central que dio el premio nobel a la energía como factor productivo, le convirtió en un claro precedente de la economía ecológica. La fuente de toda vida y de toda riqueza, era para el químico inglés la energía que la Tierra recibe del Sol. En tiempos remotos, parte de esa energía quedó fosilizada en forma de petróleo, gas y carbón, y eso ha dado lugar al "periodo ostentoso" de nuestra civilización, periodo que en opinión de Soddy no durará mucho.
Criticó a la sociedad occidental, obcecada en el crecimiento perpetuo y en la acumulación de capital fijo, afirmando que era "bulbo que produce otro bulbo, nunca un tulipán". Dividió la riqueza en dos clases, la consumible y la cuasi-permanente, destinada a producir más riqueza. Esta última se degradaba, según las leyes de conservación de la materia y energía, por esa razón debía ser consumida tan despacio como fuera posible.
El gran fallo del sistema económico era su defectuoso sistema monetario, sistema que había confundido la riqueza con la deuda. En efecto, tanto en la época de Soddy, bajo el patrón oro, como en la actual, los bancos crean depósitos cuando hacen un préstamo, depósitos que para Soddy eran creados de la nada, pero por los que el banco cobraba un interés. A nivel nacional estas deudas seguían las leyes de las matemáticas, del interés simple y compuesto, pero la riqueza que les servía de garantía sigue las leyes de la física, y se pudre y degrada con el tiempo. Las posibilidades eran dos, si se creaban nuevos créditos más deprisa de lo que se repagaban podría haber inflación, si ocurría lo contrario habría deflación; algunos productos, ante la situación de venderlos por debajo de coste serían retirados del mercado, y las deudas se abonarían en dinero más caro, provocando estancamiento, crisis o depresión de la economía. En esta última explicación algunos han visto un precedente de la teoría de Irving Fisher de la deflación por deuda.
La solución a la paradoja económica es, según Soddy, una reforma del sistema monetario: el dinero no debe rendir interés por su mera existencia, solo cuando su legítimo dueño lo presta para ser invertido, quedando inutilizado como dinero. El dinero debía, por tanto, ser emitido públicamente, libre de interés, y los bancos tendrían que mantener una reserva del 100% de sus depósitos. Para realizar la transición de un sistema monetario a otro, el estado tendría que emitir dinero para cancelar una gran parte de la deuda nacional, reemplazando el crédito creado por los bancos.

## Opiniones políticas
En Riqueza, riqueza virtual y deuda, Soddy citó los Protocolos de los sabios de Sión, que habían sido ampliamente difundidos por Henry Ford en Estados Unidos, como prueba de que la creencia en una "conspiración financiera para esclavizar al mundo" estaba muy extendida en la época.  Escribió además que "conspiración consciente o no un sistema monetario corrupto golpea la vida misma de la nación". Más tarde en su vida publicó un panfleto Abolir el dinero privado, o ahogarse en la deuda (1939).
La influencia de sus escritos se puede calibrar, por ejemplo, en esta cita de Ezra Pound:

Aunque algunos activistas han acusado insustancialmente a Soddy de antisemitismo, la mayoría de sus biógrafos rebaten esta narrativa y sostienen que entre los amigos y alumnos de Soddy había algunos judíos que tenían una opinión positiva de él.Entre estos amigos se encuentra Kazimierz Fajans, un físico polaco-judío que trabajó tanto con Ernest Rutherford como con Soddy.[cita requerida]

## Teorema de Descartes
Redescubrió el teorema de Descartes en 1936 y lo publicó como un poema, "El beso preciso", citado en Problema de Apolonio. La Circunferencia osculatriz de este problema se conocen a veces como círculos de Soddy'.

## Sociedades científicas
- Soddy fue elegido en 1910 miembro de la Royal Society.

## Premios y galardones
- En 1910 fue nombrado doctor honoris causa por la Universidad de Oxford. Fue también merecedor de la Albert Medal en 1951.
- Recibió el Premio Nobel de Química en 1921 y ese mismo año fue elegido
- Miembro de la Comité Internacional de Pesos Atómicos.
- Un pequeño cráter en la cara oculta de la Luna así como el mineral de uranio radiactivo soddyita llevan su nombre.[9]
- El escritor H. G. Wells dedicó su novela El mundo liberado a la Interpretación del radio (1909) de Soddy.[10]

## Publicaciones

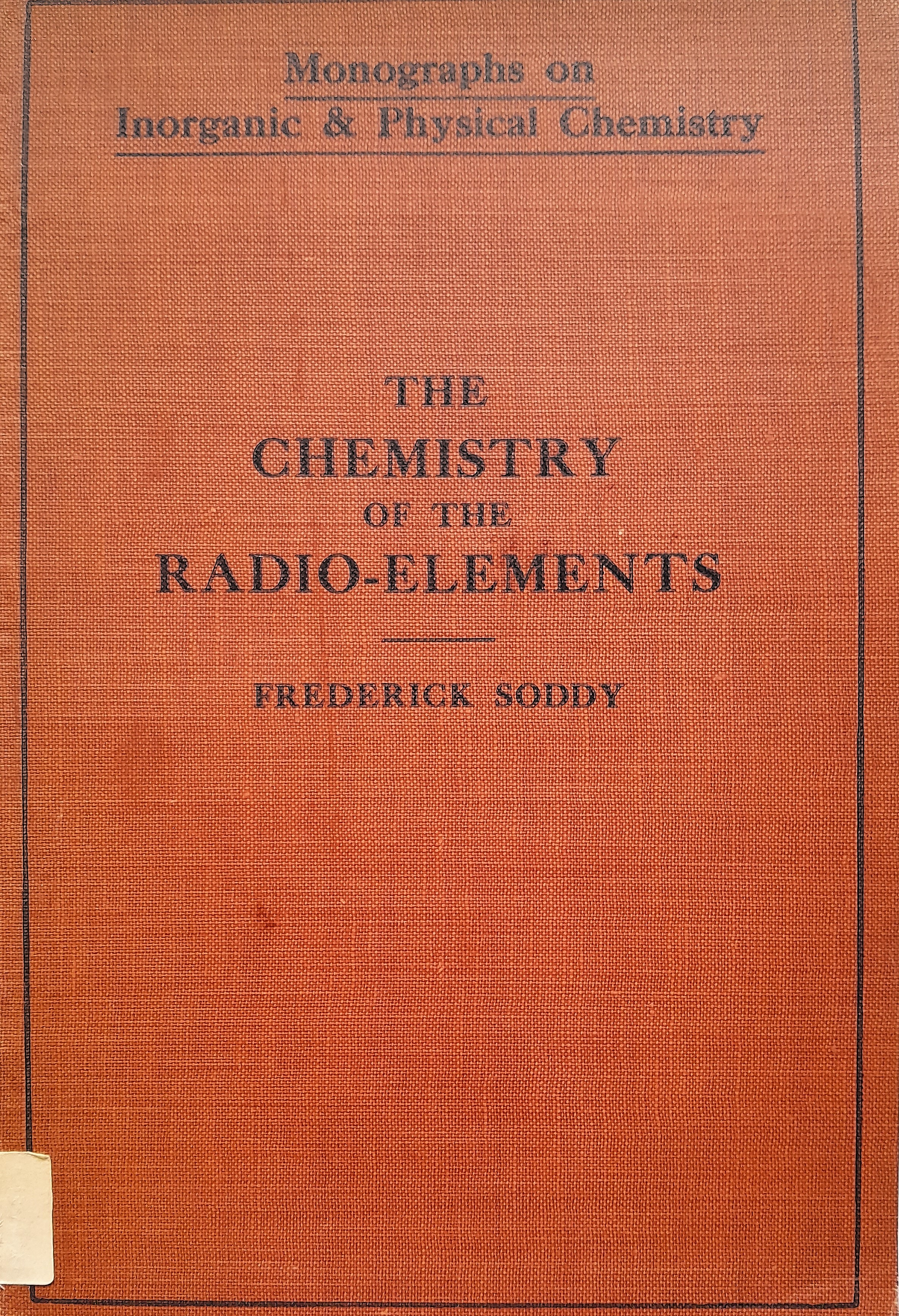
Portada de la edición en inglés de 1911 del libro de Soddy "La Química de los radioelementos"

Entre sus diversas publicaciones destacan 
Radiactividad (1904), La interpretación del radio (1909),
- La química de los elementos radiactivos (1912-1914), * Materia y energía (1912), *Ciencia y vida (1920),[12] *La interpretación del átomo (1932),
- La historia de la energía atómica (1949)[13] y
- Transmutación atómica (1953).[14] Sus intereses por la tecnocracia y los movimientos sociales, quedaron reflejados en sus libros
- Money versus Man (1933)[15] y
- The Role of Money (1934).[16]
- The Interpretation of Radium (1909)
- Matter and Energy (1911), second edition (2015)
- The Chemistry of the Radio-elements (1915)
- Science and life: Aberdeen addresses (1920)
- Cartesian Economics: The Bearing of Physical Science upon State Stewardship (1921)
- Science and Life Wealth, Virtual Wealth, and Debt Money versus Man etc (1921)
- Nobel Lecture – The origins of the conception of isotopes (1922)
- Wealth, Virtual Wealth and Debt. The solution of the economic paradox (George Allen & Unwin, 1926)
- The wrecking of a scientific age (1927)
- The Interpretation of the Atom (1932)
- Money versus Man (1933)
- The Role of Money (London: George Routledge & Sons Ltd, 1934) at Internet Archive.org, second edition (2015)
- Money as nothing for something ; The gold "standard" snare (1935)
- Abolish Private Money, or Drown in Debt (1939)
- Present outlook, a warning : debasement of the currency, deflation and unemployment (1944)
- The Story of Atomic Energy (1949)

## Eponimia
- Soddyita, mineral nombrado en su honor.
- Cráter lunar Soddy que lleva este nombre en su memoria.[17]
- Círculos de Soddy, configuración de círculos tangentes.
- Sexteto de Soddy, configuración de esferas tangentes.